# Humpolec
Humpolec es un pueblo situado en la región de Vysočina, República Checa, al sureste de Praga. En julio de 2006 el pueblo tenía 10.928 habitantes.
Humpolec fue fundado al comienzo del siglo XIII. 

## Edificios y estructuras
Siete chimeneas en Humpolec miden más de 30 metros 
| Nombre                                            | Año de construcción | Altura      | Coordenadas             | Observaciones                                                                                    |
| ------------------------------------------------- | ------------------- | ----------- | ----------------------- | ------------------------------------------------------------------------------------------------ |
| Chimenea de DH Dekor Works                        |                     | 89 metros   | 49.538308 N 15.345824 E | demolido en 2023                                                                                 |
| Chimenea de la obra Brunka Sukno                  |                     | 50,5 metros | 49.561910 N 15.338097 E |                                                                                                  |
| Chimenea de la fábrica textil František Procházka | 1912                | 47 metros   | 49.544120 N 15.354721 E |                                                                                                  |
| Chimenea ASO                                      |                     | 45 metros   | 49.552045 N 15.360526 E |                                                                                                  |
| Chimenea del taller mecánico Humpolec             |                     | 45 metros   | 49.539859 N 15.356862 E |                                                                                                  |
| Chimenea Servant                                  |                     | 42 metros   | 49.539471 N 15.349510 E |                                                                                                  |
| Chimenea de la cervecería Bernard                 |                     | 40,7 metros | 49.539786 N 15.360043 E | equipado desde enero de 2021 con una plataforma de observación pública a una altura de 33 metros |
| Chimenea Čemolen                                  |                     | 37 metros   | 49.540719 N 15.372520 E |                                                                                                  |

## Personas famosas
- Aleš Hrdlička, antrópologo.
- Jan Zábrana, escritor y traductor.
- Ivan Martin Jirous, poeta

## Ciudades hermanas
- Münsingen, Suiza

- Datos: Q1000060
- Multimedia: Humpolec / Q1000060